# Oscar Bie

Oskar Bie

Oscar Bie, auch Oskar, (geboren 9. Februar 1864 in Breslau; gestorben 21. April 1938 in Berlin) war ein deutscher Musikschriftsteller, Kunsthistoriker und Publizist.

## Leben
Bie war der Sohn des jüdischen Kaufmanns Moritz Bie (1836–1923) und dessen Ehefrau Albertine geb. Scherbel (1840–1918). Nach dem Besuch des Breslauer Elisabet-Gymnasiums studierte er an den Universitäten Breslau, Leipzig und Berlin Philosophie, Kunst- und Musikgeschichte. Seine praktische musikalische Ausbildung vervollkommnete er bei Xaver Scharwenka. 1886 wurde er promoviert und habilitierte sich 1890 an der Technischen Hochschule zu Berlin als Privatdozent für Archäologie und Antiken Profanbau. Im selben Jahr heiratete er in Breslau die jüdische Kaufmannstochter Margarete 'Grete' Guttmann (1868–1934).
Von 1894 bis 1922 leitete er Die neue Rundschau (zunächst Freie Bühne für modernes Leben, von 1894 bis 1904 Neue Deutsche Rundschau). Sie entwickelte sich unter seiner Redaktion zu einer der führenden kulturellen Monatszeitschriften Deutschlands. Als Opern-, Musik- und Kunstkritiker war er für den Berliner Börsen-Courier und die Weltbühne tätig.
Im August 1901 wurde Bie zum Professor ernannt, lehrte bis März 1906 an der Technischen Hochschule Berlin und vertrat von November 1923 bis Oktober 1925 an der Berliner Hochschule für Musik das Fach Moderne Musik.
Als jüdischer Autor erhielt er nach 1933 Publikationsverbot, seine Bücher durften nicht mehr neu aufgelegt werden. 1935 heiratete er in zweiter Ehe die Witwe Antonie 'Toni' Milchner geb. Herrnstadt (1875–1942). Sie wurde im Vernichtungslager Treblinka ermordet.
Bies Schwester Margarete (* 1871 Breslau; † 1947 Berlin-Friedenau) heiratete 1899 in zweiter Ehe den Kunstjournalisten und Autor Hans Heilmann und war ebenfalls schriftstellerisch tätig, zeitweise unter dem Pseudonym Käthe Helmer.

## Publikationen (Auswahl)
- Die Musen in der antiken Kunst (Berlin 1887)
- Zwischen den Künsten. Beiträge zur modernen Aesthetik (Berlin 1895)
- Das Klavier und seine Meister (München 1898, 3. Auflage 1921 unter dem Titel Das Klavier)
  - englische Ausgabe: A history of the pianoforte and pianoforte players (London, New York 1899)
- Die Wand und ihre künstlerische Behandlung (Berlin 1904)
- Intime Musik (Berlin 1904)
- Tanzmusik (Berlin 1904)
- Die moderne Zeichenkunst (Berlin 1904/05)
- Das Ballett (Berlin 1905)
- Der Tanz (Berlin 1905. 3., erweiterte Auflage 1925)
- Der Tanz als Kunstwerk (Berlin 1905)
- Die moderne Musik und Richard Strauss (Berlin 1906, 3. Auflage 1925 unter dem Titel Die neuere Musik bis Richard Strauss)
- Das Kunstgewerbe (Frankfurt a. M. 1908)
- Klavier, Orgel und Harmonium: das Wesen der Tasteninstrumente (Leipzig 1910)
- Reise um die Kunst (Berlin 1910)
- Die Gärtnerin aus Liebe: komische Oper von W. A. Mozart. Neu bearbeitet in 1 Akt (Textbuch). (Wien, Leipzig 1911)
- Die Oper (Berlin 1913, 10. Auflage 1923)
- Die Melodie der Zeit (Wien 1917)
- Musik auf der Wolga 1914 (Leipzig 1920)
- Fritzi Massary (Berlin 1920)
- Barbara Kemp (Berlin 1921)
- Das Rätsel der Musik (Leipzig 1922)
- Franz Schubert: sein Leben und sein Werk (Berlin 1925)
  - englische Ausgabe: Schubert the man (New York 1929)
- Das deutsche Lied (Berlin 1926)
- Richard Wagner und Bayreuth (Zürich, Leipzig 1931)

Ab 1980 wurden wichtige Werke Bies neu aufgelegt bzw. digitalisiert verfügbar gemacht.

## Kompositionen (Auswahl)
- Heinzelmännchen. Etude de Salon für das Pianoforte (Breslau 1884)

Im Verlag Paul Koeppen (Berlin) erschienen Kompositionen Bies für Normal- bzw. Mason-and-Hamlin-Harmonium:
- Alte Weisen.Technische Studie Nr. 3 für das Harmonium (1899)
- Cabaret für Harmonium: 1. Chanson, 2. Altwien, 3. Marsch, 4. Ungarisch (1900)
- Fatme (1900)
- Glückwunsch. Lied für Tenor mit Harmonium (1901)
- Die goldene Thüre für Singsimme mit Harmonium (1902)
- Goldenes Horn. Technische Studie Nr. 1 für das Harmonium (1897/1901)
- Kleine Erkenntnis. Lied für Gesang mit Harmonium (1904)
- Der mystische Quell für Harmonium und Klavier (1905)
- Nach Sieben. Lied für Bariton und Harmonium (1907)
- Der Sommer (1902)
- Waldweben Technische Studie Nr. 2 für das Harmonium (1898)
- Der Winter (1902)
- Bearbeitungen von Werken von Bizet, Gluck, Lanner, Rameau, Rossini und Wagner